# تيلس أوف أبيس
تيلس أوف أبيس (باليابانية: テイルズ オブ ジ アビス) هي لعبة فيديو تقمص الأدوار تم إنتاجها في سنة 2005 لأجهزة بلاي ستيشن 2 وتم إصدار نسخة في سنة 2011 لأجهزة نينتندو 3دي أس، وقد تم توزيعها من شركة نامكو، هذه اللعبة هي الجزء الثامن من سلسلة ألعاب تايلس، الشخصية البطلة في هذه اللعبة هو لوك فون فابري وهو سياف شاب، يصبح هدف قتل من قبل ميليشيا دينية عسكرية، حيث يعتقدون أنه مفتاح لنبوءة قديمة، مع رفاقه يستكشف لوك كيفية ولادته.